# (12585) Katschwarz
(12585) Katschwarz (1999 RN64) – planetoida z pasa głównego asteroid okrążająca Słońce w ciągu 4,08 lat w średniej odległości 2,55 j.a. Odkryta 7 września 1999 roku.